# Божьев, Вячеслав Петрович
Вячеслав Петрович Божьев (15 декабря 1929, Ногинск, Московская область, РСФСР, СССР — 22 февраля 2021) — советский и российский учёный-правовед, специалист в области уголовного процесса, доктор юридических наук (1994), профессор (1991). Работал в Высшей школе МВД СССР (затем Академия управления МВД РФ). Помимо того, входил в научно-консультативные советы при Верховном Суде и Генеральной прокуратуре России. Заслуженный деятель науки Российской Федерации (1995).

## Биография
В 1963 году защитил диссертацию на соискание учёной степени кандидата юридических наук по теме «Потерпевший в советском уголовном процессе».